# Добрава-при-Коніцах
Добрава-при-Коніцах (словен. Dobrava pri Konjicah) — поселення в общині Словенське Коніце, Савинський регіон, Словенія. Висота над рівнем моря: 331,9 м.